# Rémi Thirion
Rémi Thirion (ur. 23 kwietnia 1990) – francuski kolarz górski, dwukrotny medalista mistrzostw świata.

## Kariera
Pierwszy sukces w karierze Rémi Thirion osiągnął w 2008 roku, kiedy zdobył brązowy medal w downhillu w kategorii juniorów podczas mistrzostw świata w Val di Sole. W zawodach tych przegrał jedynie z dwoma Brytyjczykami: Joshem Brycelandem oraz Samem Dale'em. Na rozgrywanych rok później mistrzostwach Europy w Zoetermeer w tej samej kategorii wiekowej ponownie był trzeci. Na podium zawodów Pucharu Świata w kolarstwie górskim po raz pierwszy w karierze stanął 28 lipca 2013 roku w Vallnord. Francuz zwyciężył tam w downhillu, wyprzedzając bezpośrednio Brytyjczyka Gee Athertona i Australijczyka Samuela Hilla.